# Gustav von Leonhard
Gustav von Leonhard (Monaco di Baviera, 12 novembre 1816 – Heidelberg, 27 settembre 1878) è stato un mineralogista e geologo tedesco.

## Biografia
Era il figlio del mineralogista Karl Cäsar von Leonhard, studiò mineralogia e scienze presso l'Università di Heidelberg, ricevendo il dottorato nel 1840. Continuò i suoi studi a Berlino, e nel 1841 ottenne la sua abilitazione a Heidelberg. Nel 1853 divenne professore di mineralogia presso l'Università di Heidelberg.
Dal 1862 fino alla sua morte, con Hanns Bruno Geinitz, lavorò come redattore della rivista "Neues Jahrbuch für Mineralogie, Geologie und Paläontologie", fondata dal padre.

## Pubblicazioni principali
- Über einige pseudomorphosirte zeolithische Substanzen aus Rheinbaiern, nebst allgemeinen Bemerkungen diese Gruppe mineralischer Körper betreffend, 1841
- Handwörterbuch der topographischen mineralogie, 1843
- Geognostische skizze des grossherzogthums Baden. Ein leitfaden für vorträge in höheren und mittelschulen jeder art, 1846
- Die Quarz-führenden Porphyre, 1851
- Die Mineralien Badens nach ihrem Vorkommen, 1852
- Grundzüge der mineralogie, 1860
- Grundzüge der Geognosie und Geologie, 1863
- Katechismus der Mineralogie, 1878[2][3]